# Francesco Antonio Repaci
Francesco Antonio Rèpaci (Palmi, 23 dicembre 1888 – Torino, 1º giugno 1978) è stato un economista italiano.
È cugino di primo grado di Leonida Rèpaci, scrittore, e anche di suo fratello Francesco, avvocato.

## Biografia
Sopravvissuto al devastante terremoto di Messina del 1908, ottiene una borsa di studio presso il Convitto di Aosta. Partecipa da ufficiale alla prima guerra mondiale raggiungendo il grado di tenente colonnello.
Allievo di Luigi Einaudi, in seguito presidente della Repubblica Italiana, diventa docente nell'università di Bari nel 1926. Insegna a Modena nel 1935, a Padova nel 1938; nel 1949 subentra al maestro nella cattedra torinese.
Dirige a Torino il Laboratorio di Economia Politica Cognetti de Martiis. Nel 1965 è nominato socio nazionale dei Lincei e riceve nello stesso anno il premio Marzotto.
Durante la sua carriera, si dedica soprattutto a problemi finanziari. È redattore della Riforma sociale dal 1920 al 1935 e della Rivista di storia economica dal 1936 al 1943.